# Я и мои монстры
Я и Мои Монстры (англ. Me and My Monsters) — австралийский комедийный телесериал, разработанный Марком Барнардом и Клаудией Ллойд.

## Сюжет
Семья Карлсон, которая недавно переехала из Австралии в Великобританию, обнаруживает, что в их подвале живут три монстра. Эдди уживается с монстрами к большому огорчению отца и сестры и на радость своей матери.

## Производство
Сериал выпускается на Tiger Aspect Productions и Sticky.Он был заказан ВВС в Великобритании для CBBC , ZDF в Германии, и Network Ten и Nickelodeon в Австралии. В сериале четыре актёра и три монстра куклы, разработанные Джимом Хенсоном. В первом сезоне есть 13 эпизодов, которые были показаны в эфире. Второй сезон вышел в эфир не менее чем через полгода и располагает 13 и более эпизодов. Первый сезон был показан в эфире на CBBC 18 октября 2010 года и транслировался каждый день недели, кроме понедельника до 29 октября. Второй сезон начали транслировать 11 апреля 2011 года в 8:00 утра.
ПРИМЕЧАНИЕ: 2 сезон эпизоды 1-7 транслировались в формате HD на BBC HD весной 2011, хотя все эпизоды были сняты в HD.

## Персонажи
- Эдди Карлсон (Маколей Кипер) — лучший друг монстров, младший брат Анжелы.
- Анжела Карлсон (Айви Латимер) — старшая сестра Эдди, ненавидит монстров.
- Ник Карлсон (Феликс Уильямсон) — отец Эдди и Анжелы, ненавидит монстров как и Анжела.
- Кейт Карлсон (Лорен Клэр) — мать Эдди и Анжелы.

## Монстры
- Хаггис (Дон Остин) — гигантский красно-оранжевый монстр.
- Норман (Дэвид Коллинз) — фиолетовый монстр, который является чем-то вроде чудака.
- Финд (Хита Макайвор) — зелёный с глазами монстр, который является самым маленьким из всех. Он считает себя лидером монстров.

## DVD-релиз
Полный сезон сериала «Я и Мои Монстры» был выпущен в Германии и Швейцарии. Кроме того, в Норвегии и Швеции.

## Книги
С 1 сезона, было два книжных релиза. Один назывался «Монстры в подвале», а другой был назван «Монстр — беспорядок» . Две серии книг под названием «Монстр Манеры» и «Монстр школа» . Все книги написаны Рори Граулер.

## Премьеры в мире
| Страна                  | Канал               | Премьера        |
| ----------------------- | ------------------- | --------------- |
| Израиль                 | Arutz HaYeladim     | 1 сентября 2011 |
| Португалия              | Gloob               | 17 декабря 2011 |
| Бразилия                | RTP 2               | 15 мая 2012     |
| Венгрия                 | М2                  | 11 января 2014  |
| Италия                  | Фрисби              | 4 июня 2012     |
| Польша                  | Teletoon +          | 31 октября 2012 |
| Сербия · ЧГ, БИГ · БЮРМ | Ultra TV (Сербский) | 2013            |
| Аргентина               | Telefe              | 3 ноября 2012   |
| Катар                   | JeemTV              | 2013            |
| Турция                  | Kidz ТВ             | 2012            |